# Brachymeles suluensis
Brachymeles suluensis — вид сцинкоподібних ящірок родини сцинкових (Scincidae). Ендемік Філіппін.

## Поширення і екологія
Brachymeles suluensis мешкають на островах Басілан і Бубуан в архіпелазі Сулу. Вони живуть у вологих тропічних лісах, серед пухкого ґрунту, опалого листя і гнилої деревини.